# Rechtliche Stellung des Cannabisgebrauchs in den USA

Rechtlicher Status des Cannabis-Besitzes in den Vereinigten Staaten:
Cannabis-Besitz legal
medizinische Anwendung legal
medizinische Anwendung legal, beschränkter THC-Gehalt
vollständiges Cannabis-Verbot
D Cannabis-Besitz entkriminalisiert

Der Gebrauch, Besitz und Verkauf von Cannabis in den Vereinigten Staaten ist durch Bundesrecht verboten. Dennoch haben bisher 24 der 50 amerikanischen Bundesstaaten sowie der Bundesdistrikt und Regierungssitz Washington, D.C. Cannabis als Rauschmittel für Personen ab 21 Jahren legalisiert. 7 weitere Staaten haben den Besitz kleinerer Mengen entkriminalisiert.
Eine Herabstufung von Cannabis aus dem Anhang I des Controlled Substances Act, wo Cannabis zur Zeit zusammen mit Drogen wie Heroin aufgeführt ist, in den Anhang III (Drogen mit medizinischem Nutzen und moderatem Missbrauchspotenzial), wird vom Justizministerium angestrebt. Präsident Donald Trump bestätigte im August 2025, dass auch die von ihm geführte Regierung die Herabstufung von Cannabis anstrebt.

## Aktuelle Rechtslage
Die Bundesstaaten, in denen Cannabis zum Freizeitgebrauch für Personen ab 21 Jahren legal ist, sind Alaska, Arizona, Connecticut, Colorado, Delaware, Illinois, Kalifornien,  Maine, Maryland, Massachusetts, Michigan, Minnesota, Missouri, Montana, Nevada, New Jersey, New Mexico, New York, Ohio, Oregon, Rhode Island, Vermont, Virginia und Washington (Bundesstaat) (Stand November 2023).
Die rechtliche Ausgestaltung fällt sehr verschieden aus. So sind im Bundesdistrikt Washington, D. C., der sehr restriktive Regeln hat, zwar Besitz und Eigenanbau von Cannabis erlaubt, der Verkauf und der öffentliche Konsum hingegen verboten. Auch in Virginia ist der Verkauf nicht legal. Erlaubt ist der Besitz von zwischen einer und drei Unzen Marihuana (28 bis 84 Gramm). Mit Ausnahme von Delaware, Illinois, New Jersey und Washington erlauben alle Bundesstaaten und der District of Columbia den Eigenanbau von Cannabis (zwischen 2 und 15 Pflanzen).
Die Nutzung von Cannabis am Ort des Erwerbs (On-Site-Consumption), ähnlich wie in einem Coffeeshop, ist in diversen Bundesstaaten möglich.
7 weitere Bundesstaaten haben den Besitz kleinerer Cannabismengen entkriminalisiert, nämlich Hawaii, Louisiana, Mississippi, Nebraska, New Hampshire, North Carolina und North Dakota (Stand Januar 2024). Auch einzelne Städte haben Cannabis entkriminalisiert, etwa das texanische Austin.
Auch in 3 der 5 Außengebiete der Vereinigten Staaten, Guam, den Nördlichen Marianen und den Amerikanischen Jungferninseln, ist Cannabis zum Freizeitgebrauch legal.
Zusätzlich haben 40 der 50 US-Bundesstaaten, die Amerikanischen Jungferninseln, Guam, die Nördlichen Marianen, Puerto Rico und der Bundesdistrikt Washington, D. C. den Gebrauch von Cannabis als Arzneimittel legalisiert (Stand: August 2025).
Da Cannabis nach den Bundesgesetzen noch immer illegal ist, darf es nicht über die Grenze eines Bundesstaates geschafft werden – Cannabis, das in einem Bundesstaat verkauft wird, muss dort angebaut und verarbeitet worden sein. Auch das Mitführen von Cannabis auf Flughäfen und in Flugzeugen ist illegal, da dort Bundesrecht gilt.
Am 7. März 2019 wurde der SAFE Banking Act, der Gesetzentwurf zur Verfügung über Gelder, die durch die Cannabisindustrie in den Vereinigten Staaten gewonnen werden, in das US-Repräsentantenhaus eingebracht. 
Am 4. Dezember 2020 verabschiedete das Repräsentantenhaus dann mit einem Votum von 228 zu 164 Stimmen den "Marijuana Opportunity Reinvestment and Expungement (More) Act". Der "More Act" sieht neben einer Legalisierung der Hanfprodukte eine fünfprozentige Bundessteuer und die Rehabilitation bisher verurteilter Straftäter vor. Im Juni 2021 gab der Versandriese Amazon bekannt, den "More Act" zu unterstützen und ab sofort sein Personal nicht mehr auf Cannabiskonsum überprüfen zu wollen. Die rechtliche Neubewertung wird sowohl von Präsident Joe Biden als auch von Vizepräsidentin Kamala Harris unterstützt. Eine Zustimmung im Senat wird jedoch weiterhin skeptisch gesehen.
70 Prozent der amerikanischen Bevölkerung sind für eine landesweite und flächendeckende Legalisierung von Cannabis zum Freizeitgebrauch, wie eine Umfrage der Gallup Organization im Jahr 2023 ergab.